# 霍爾達亞湖
霍爾達亞湖（Wholdaia Lake）是加拿大的湖泊，位於該國中部，由西北地區負責管轄，面積609平方公里，是該地區第十二大湖泊，島嶼面積70平方公里，海拔高度364米。